# 강원특별자치도소방학교
강원특별자치도 소방학교(江原特別自治道 消防學校)는 강원특별자치도를 관할하는 강원특별자치도 소방본부 산하의 소방학교이다.
소방학교장은 소방정으로 보한다.

## 연혁[2]
- 2010.04.02강원도소방학교 설치 승인(강원도) 및 교직원 발령
- 2010.04.05제1기 소방장반, 공직윤리반 입교식
- 2010.04.05공유재산 사용, 수익허가(태백시)
- 2010.05.11개교식
- 2009.07.06강원도 소방학교 T/F 팀 구성

### 역대 학교장[3]
| 대수 | 이름   | 임기                        | 비고                          |
| ---- | ------ | --------------------------- | ----------------------------- |
| 초대 | 이흥교 | 2010.05.10 ~ 2011.05.05     |                               |
| 2대  | 이갑규 | 2011.05.06 ~ 2012.04.05     |                               |
| 3대  | 남화영 | 2012.04.09 ~ 2012.10.17     |                               |
| 4대  | 정병도 | 2012.10.18 ~ 2015.2.23      |                               |
| 5대  | 김조일 | 2015.2.24 ~ 2015.9.1        |                               |
| 6대  | 윤상기 | 2015. 9. 2 ~ 2016. 7. 11    |                               |
| 7대  | 이종인 | 2016. 7. 12 ~ 2018. 10. 9   |                               |
| 8대  | 박태원 | 2018. 10. 10 ~ 2020. 2. 12. | 2. 13.부터 소방청 지원근무    |
| 직대 | 김진호 | 2020.02.13. ~ 2021.02.21    | 학교장 공석으로 인한 직무대리 |
| 9대  | 권선욱 | 2021.02.22 ~                |                               |

## 조직
| - 교육지원과 - 교육행정계 - 시설운영계 | - 교육운영과 - 교육기획계 - 교수운영계 - 교수단 - 특수훈련센터 |

## 같이 보기
- 대한민국 소방청
- 대한민국의 소방
- 소방관 계급